# Filea, Mureș
Filea este un sat în comuna Deda din județul Mureș, Transilvania, România.

## Istoric
Pe Harta Iosefină a Transilvaniei din 1769-1773 (Sectio 127) localitatea apare sub numele de „Füleháza”.

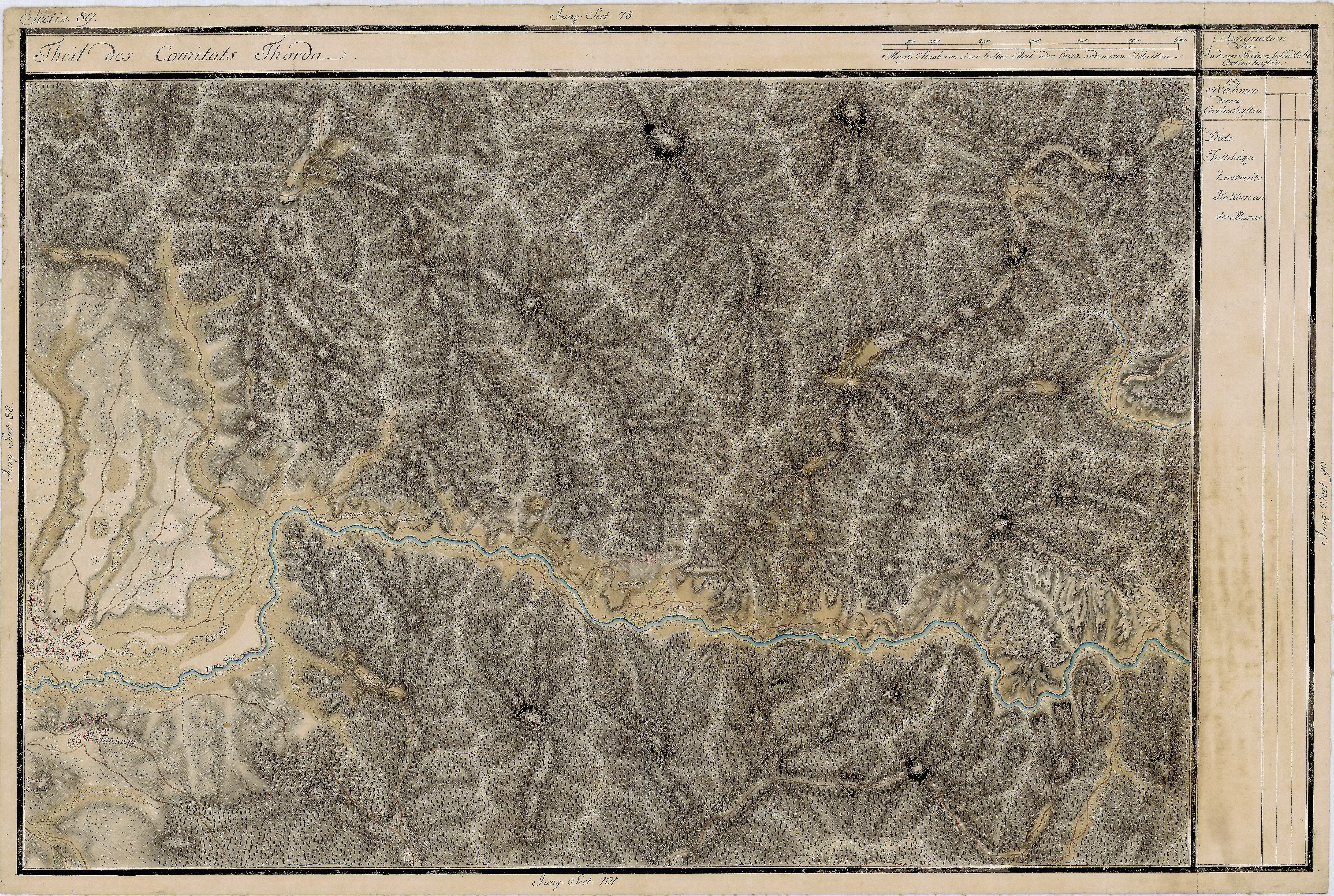
Filea în Harta Iosefină a Transilvaniei, 1769-73